# Gowen (Oklahoma)
Gowen est une census-designated place du comté de Latimer, dans l'État d'Oklahoma, aux États-Unis. En 2020, elle compte une population de 244 habitants.